# Luftwaffenkommando Schlesien
Das Luftwaffenkommando Schlesien war eine Kommandobehörde der Luftwaffe der Wehrmacht im Zweiten Weltkrieg. Es war nach der Region Schlesien benannt, die zu dieser Zeit in Nieder- und Oberschlesien geteilt war.

## Geschichte
Das Luftwaffenkommando Schlesien ging am 25. Januar 1945 aus dem VIII. Fliegerkorps hervor. Das Hauptquartier lag in Schweidnitz in Schlesien. Es erhielt seine Befehle von der Luftflotte 6. Es sollte während des Deutsch-Sowjetischen Krieges mit den unterstellten Verbänden die Truppen der Heeresgruppe Mitte zur Abwehr der sowjetischen Weichsel-Oder-Operation unterstützen. Am 2. Februar 1945 wurde es wieder in das VIII. Fliegerkorps zurück benannt.